# Moschea Vakil
La moschea Vakil (persiano:  مسجد وکیل  - Masjed-e Vakil) è una moschea di Shiraz, nel sud dell'Iran, situata ad ovest del Bazar Vakil accanto al suo ingresso. Edificata tra il 1751 e il 1773, durante il periodo Zand, è stata restaurata nel XIX secolo durante il periodo Qajar. Vakil significa "reggente", che era il titolo usato da Karim Khan, il fondatore della dinastia Zand. Shiraz è stata la sede del governo di Karim Khan che ha eretto molti edifici, tra cui questa moschea.

## Caratteristiche
La moschea Vakil si estende su una superficie di 8.660 metri quadrati. Ha solo due iwan invece dei soliti quattro, sui lati nord e sud di una grande corte aperta. Le iwan e le corti sono decorate con tipiche piastrelle di Shiraz, una caratteristica dell'arte e dell'industria della città durante la seconda metà del XVIII secolo. La sua sala di preghiera notturna (Shabestan), con una superficie di circa 2.700 metri quadrati, contiene 48 colonne monolitiche scolpite a spirale, ognuna con un capitello di foglie di acanto. Il minbar in questa sala è tagliato da un unico blocco di marmo verde, con una rampa di 14 gradini ed è considerato uno dei capolavori del periodo Zand. Le piastrelle decorative floreali esuberanti risalgono in gran parte al periodo Qajar.

## Galleria d'immagini

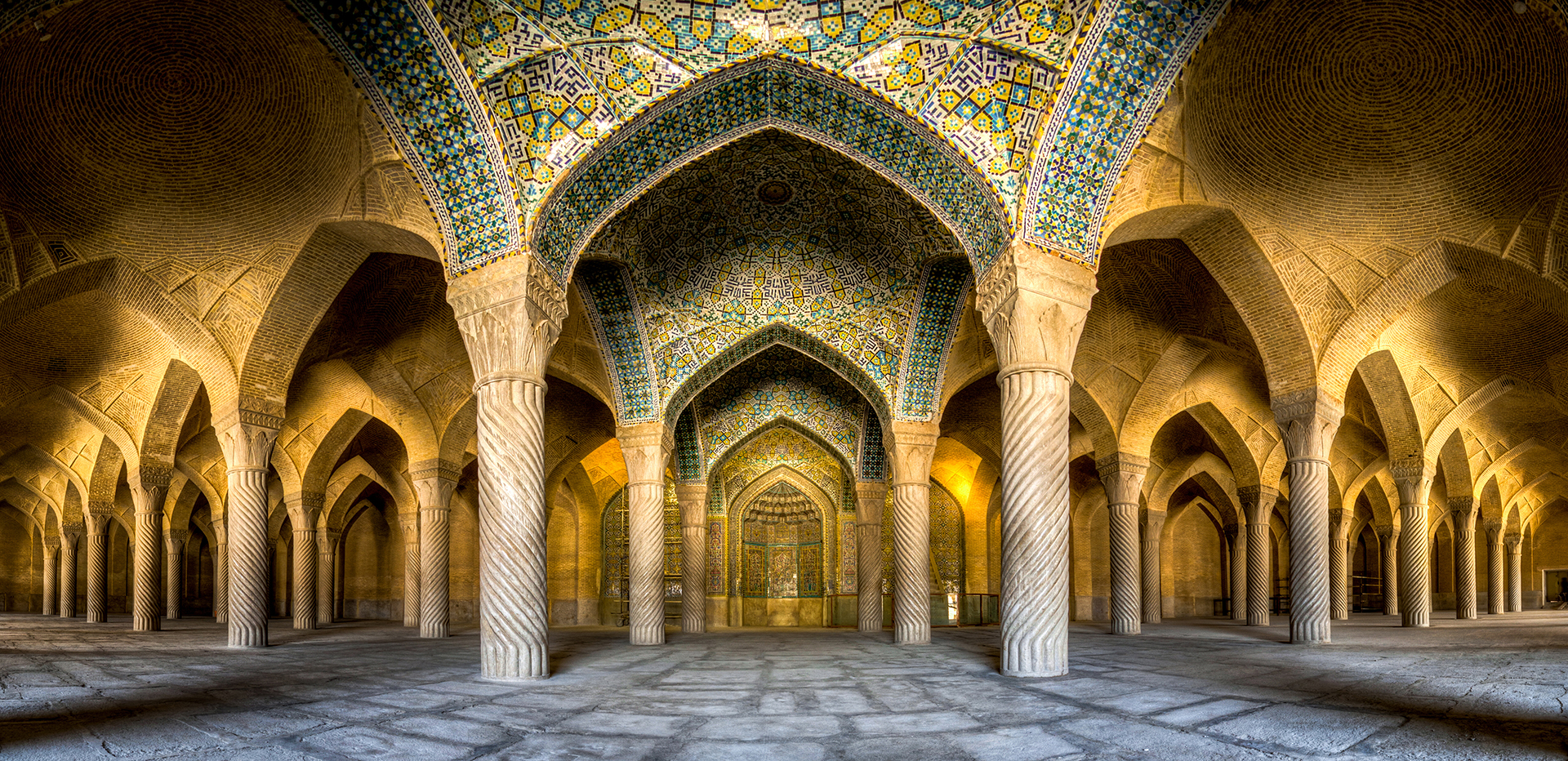
Shabestan o sala di preghiera
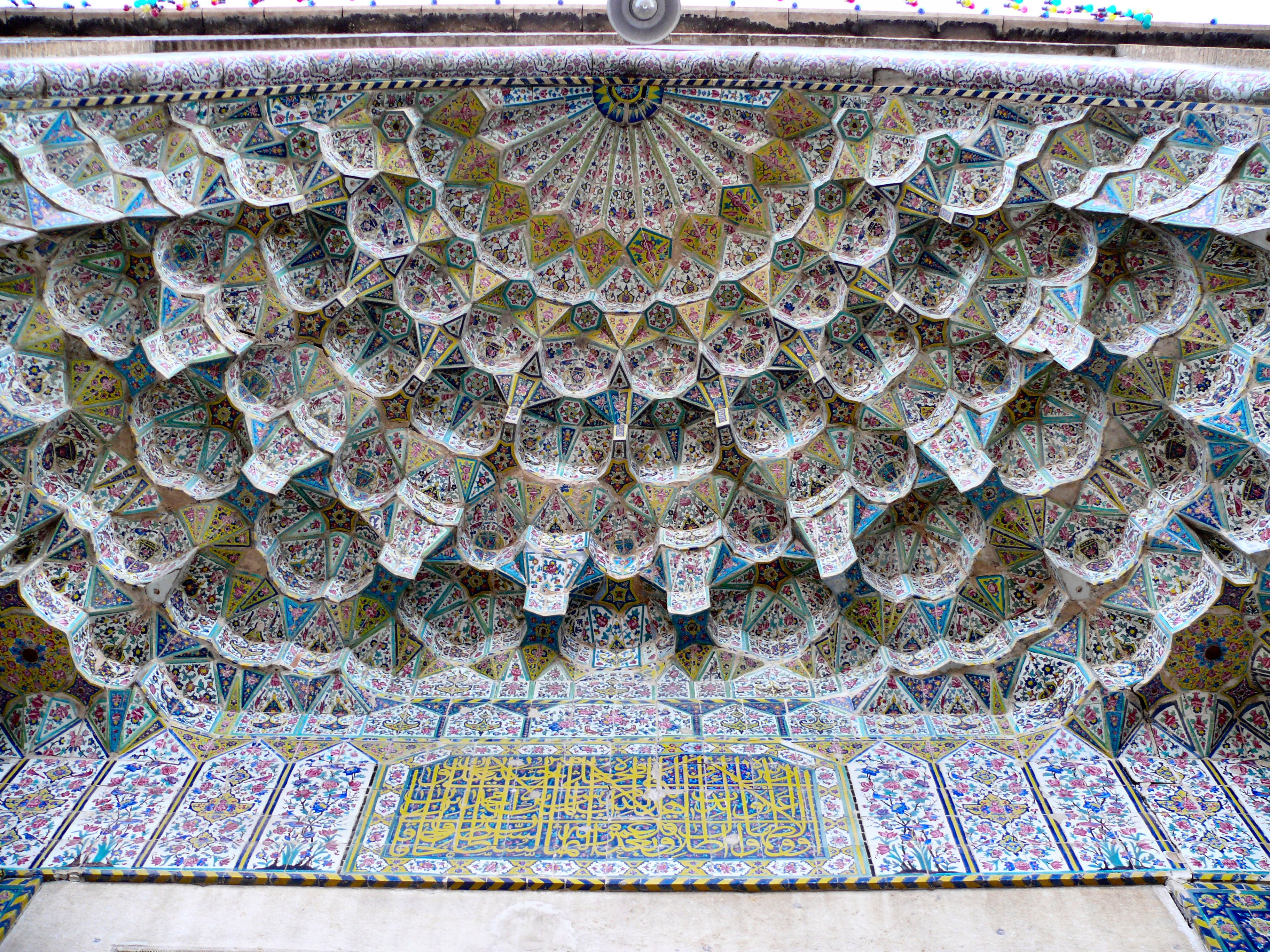
Ingresso
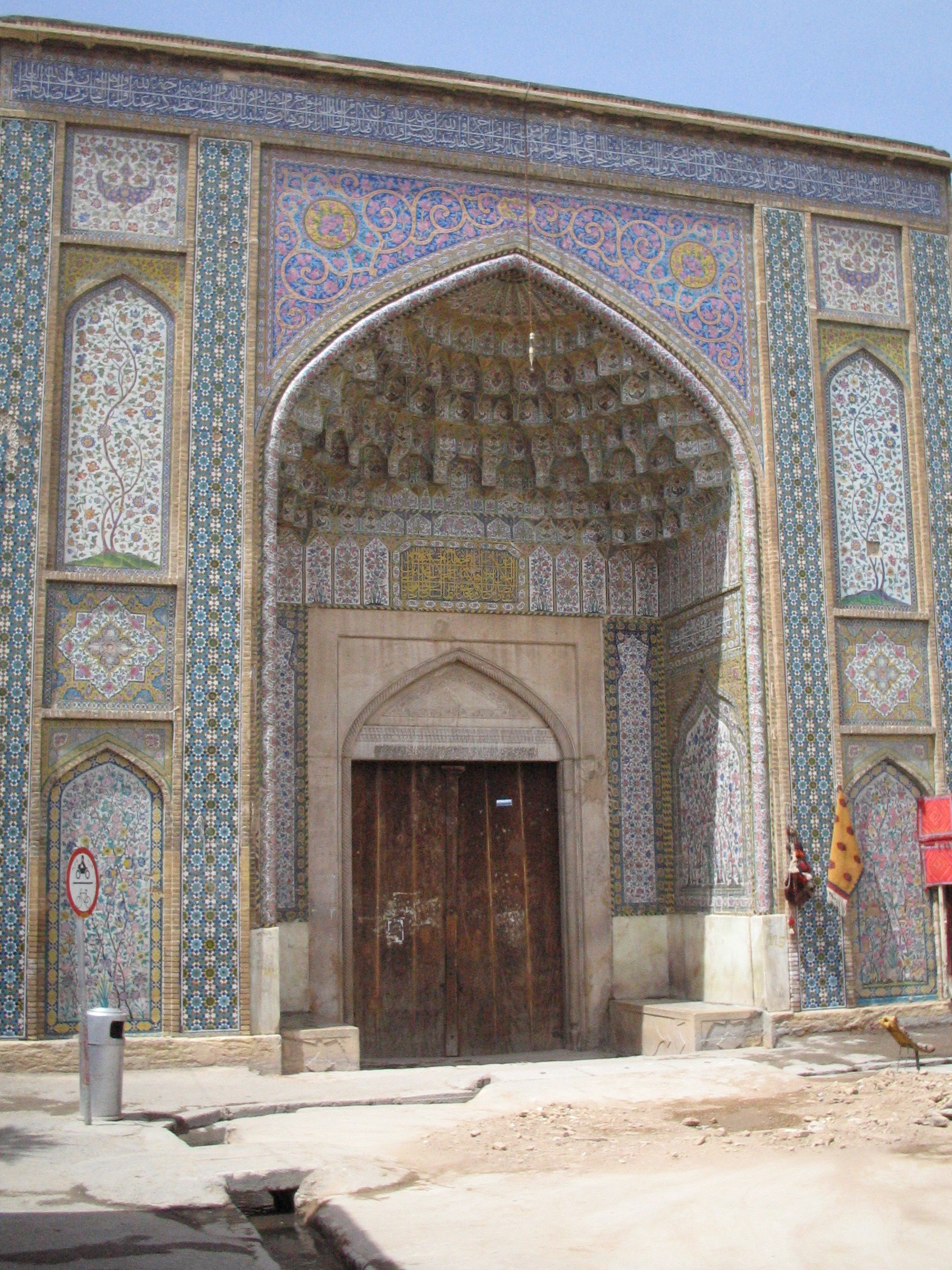
Porta di ingresso
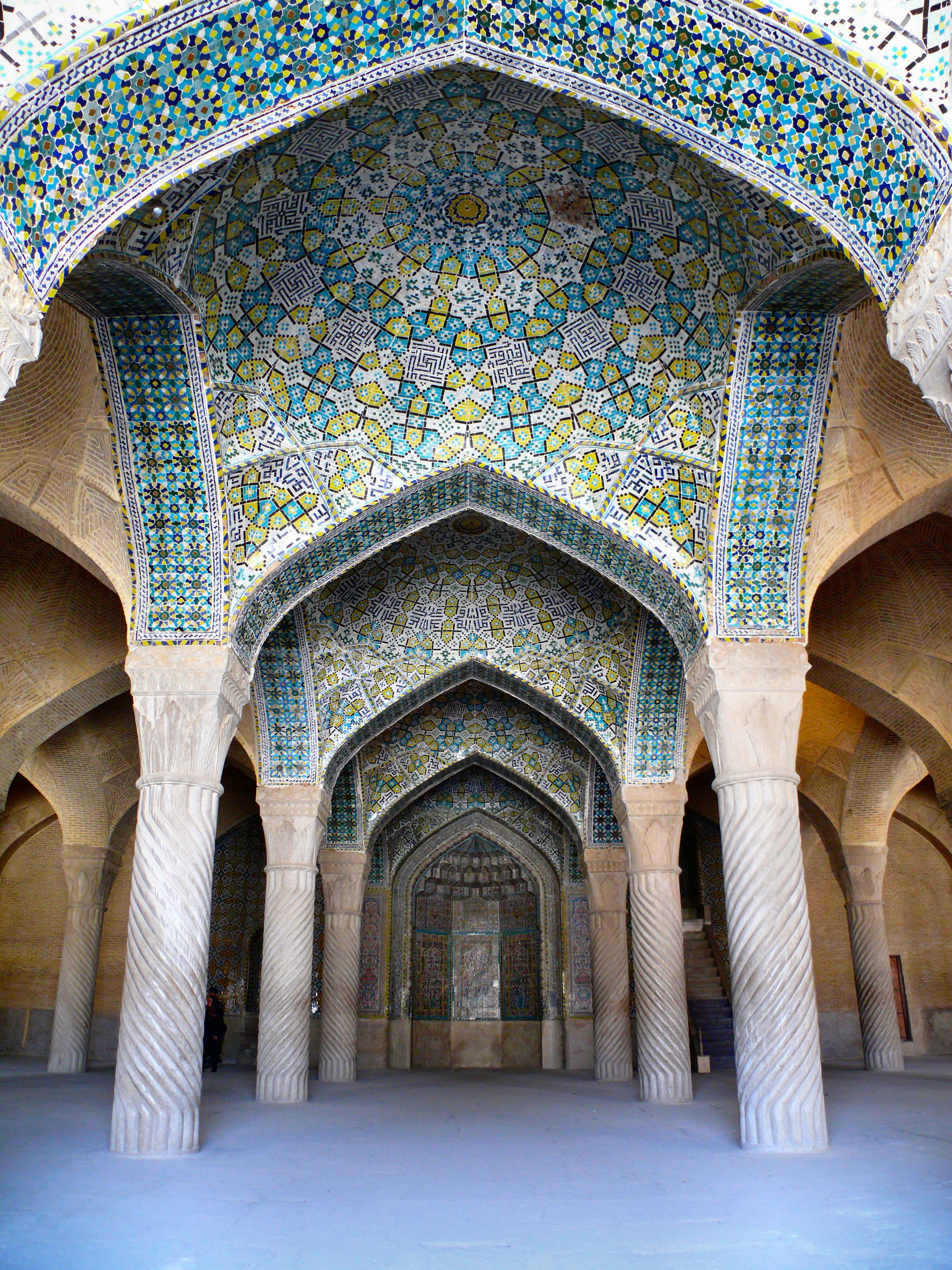
Decorazione a piastrelle del soffitto della Shabestan
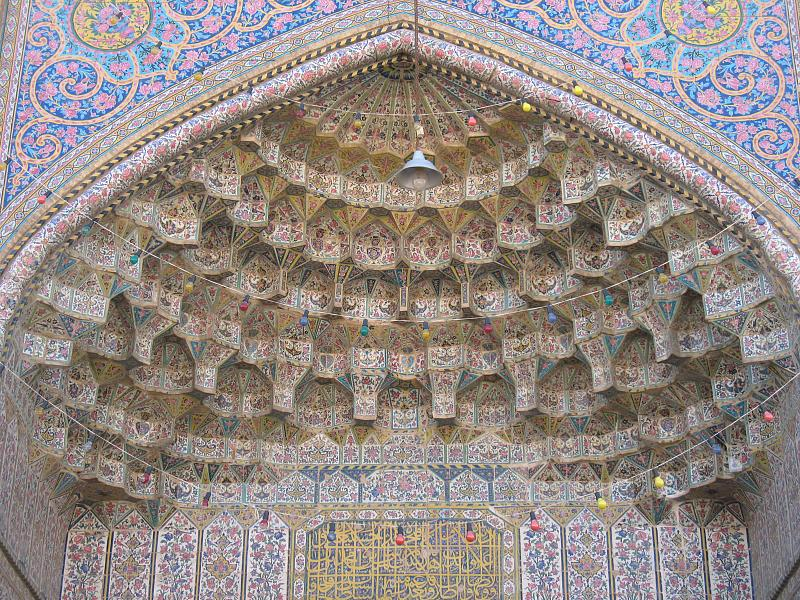
Calotta del portale d'ingresso
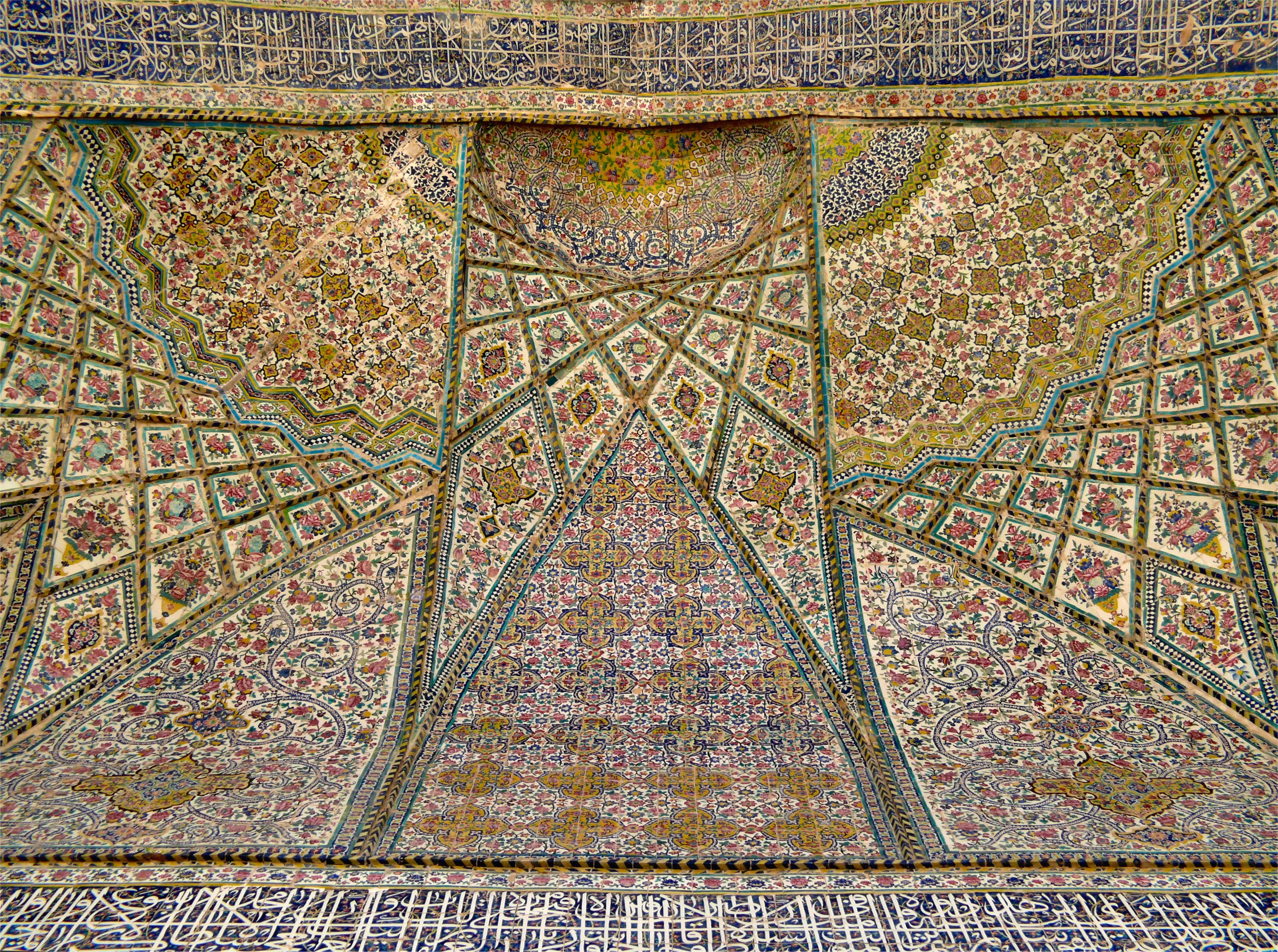
Soffitto dell'iwan orientale